# Kendanamane, Sakleshpur
Kendanamane là một làng thuộc tehsil Sakleshpur, huyện Hassan, bang Karnataka, Ấn Độ.